# Pseudomonas fuscovaginae
Espèce
Synonymes
- Pseudomonas asplenii (Ark and Tompkins, 1946) Savulescu (1947), emenD. Tohya et al., 2020

Pseudomonas fuscovaginae est une espèce de protéobactéries de la famille des Pseudomonadaceae. C'est une bactérie phytopathogène qui attaque les cultures de céréales, provoquant la maladie dite « pourriture brune de la gaine » notamment chez le blé et le riz. Elle a récemment été reclassée comme synonyme junior de Pseudomonas asplenii et doit donc théoriquement être nommée ainsi.

## Taxonomie
En 2020, elle a été reclassée comme synonyme junior de Pseudomonas asplenii qui est désormais considéré comme le nom correct de cette espèce.

## Liste des non-classés
Selon NCBI (27 mai 2022) :
- non-classé Pseudomonas fuscovaginae CB98818
- non-classé Pseudomonas fuscovaginae DAR 77795
- non-classé Pseudomonas fuscovaginae DAR 77800
- non-classé Pseudomonas fuscovaginae ICMP 5940
- non-classé Pseudomonas fuscovaginae SE-1
- non-classé Pseudomonas fuscovaginae UPB0736